# Emily Nkanga

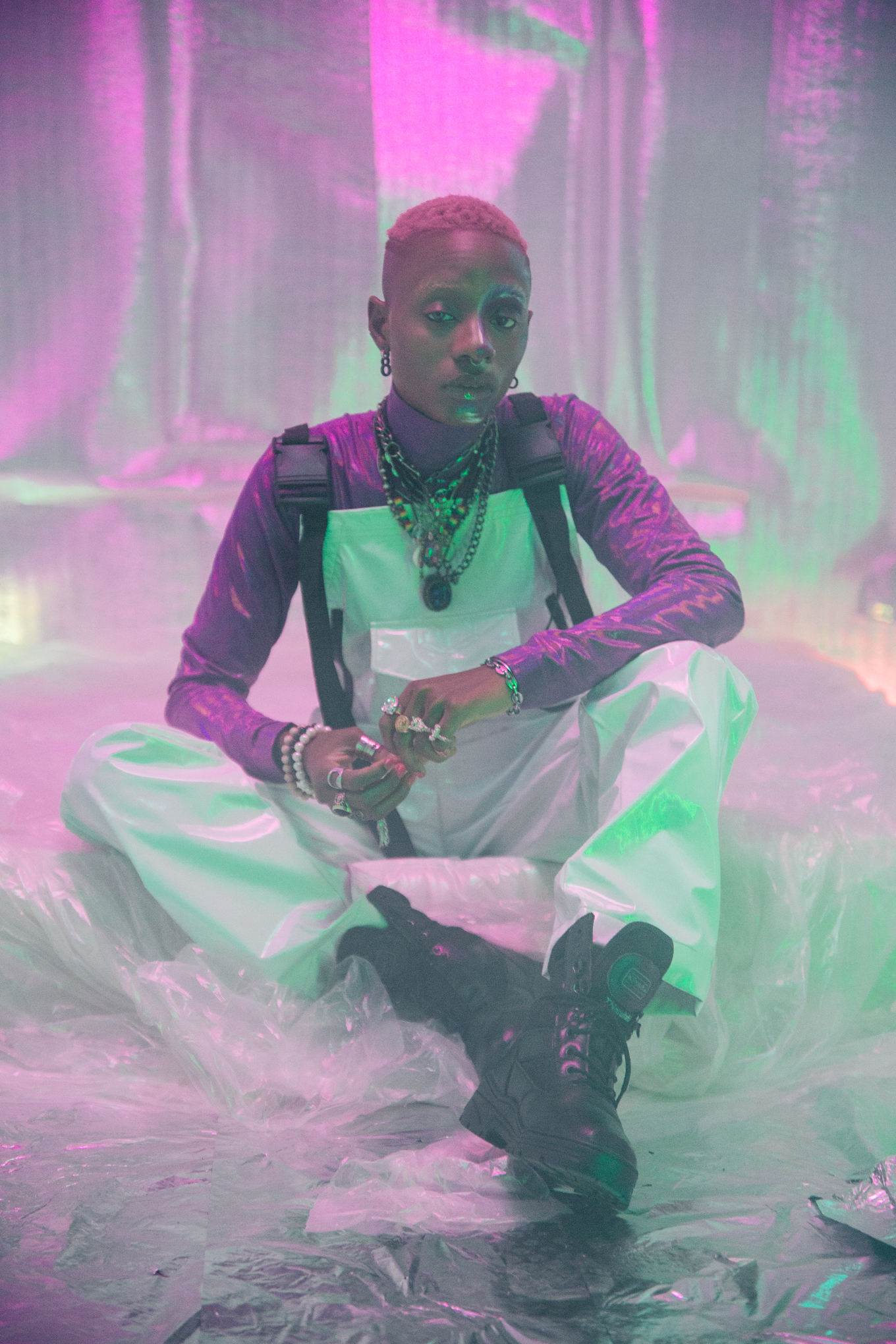
Emily Nkanga: Nigerijská hudebnice, fotografka a umělkyně Wavy The Creator, 2019

Emily Nkanga (* 21. května 1995) je nigerijsko-britská fotografka a filmařka. Je známá především díky svým dílům zahrnujícím zpěváky Kokera, Aramide, Boj, Olamide, Jidennu, Not3s, Mr Eazi, Mayorkun, Adekunle Gold, hudebního producenta Sarze, broadwayského herce Adesolu Osakalumi, fotbalistu Tammyho Abrahama a legendární nigerijskou zpěvačku Femi Kuti. Autorčin fotodokument s vnitřně vysídlenými osobami (IDP) v severovýchodní Nigérii zasažené povstalci Boko Haram se také těší pochvalným recenzím.

## Životopis
Nkanga se narodila v Lagosu rodičům Idongesit Nkanga a Mosunsola Nkanga, navštěvovala Air Force Girls Comprehensive School, Jos v Plateau, poté studovala Komunikaci a multimédia design (TV/Film) na Americké univerzitě v Nigérii, Yola, stát Adamawa, severní Nigérie. Vystudovala filmové umění na univerzitě Goldsmiths.

## Kariéra
V roce 2012 se Nkanga začal zajímat o fotografii poté, co předtím experimentovala s jinými formami umění. Nastoupila na stáž u renomovaného nigerijského fotografa Augusta Udoha v jeho společnosti Orbit Imagery a po stáži v roce 2013 prorazila v zábavním průmyslu. V roce 2014, s mentoringem agentury The Zone Agency (tehdy M.et.al Entertainment), Nkanga začala fotit na živých akcích a koncertech.
V říjnu 2016 spustila Clicks and Tones; fotografickou ochrannou známku působící pod její společností Emily Nkanga Photography, která se zaměřuje výhradně na dokumentaci hudebních koncertů. O rok později se společnost Clicks and Tones vyvinula v mediální platformu vytvářející vizuální obsah k propagaci nemainstreamových umělců, přičemž Nkanga zůstala kreativní ředitelkou.

### Po roce 2014
Od roku 2014 si Nkanga vybudovala významnou klientskou základnu tvořenou nigerijskými celebritami a organizacemi; mimo jiné například:  Olamide, MI Abaga, Falz, Ycee, Lil Kesh, Reminisce, Runtown, Trace TV nebo Chocolate City Music. Pracovala také pro vládu státu Lagos, Let's Talk Humanity a Nigerian Urban Reproductive Health Initiative (NURHI); projekt, který je financován nadací Billa a Melindy Gatesových. Nkanga byla zapojena do řady projektů, včetně etnografického výzkumu a dokumentace vnitřně vysídlených osob Boko Haram v severovýchodní Nigérii.
Nkanga je spoluautorkou obalu 6. alba Rappera Olamide (The Glory), obalu prvního alba Lil Kesh, obalu prvního EP Ycee, obalu prvního alba Maryokun, The Mayor of Lagos a propagačními snímky pro mixtape Lagos to London od Mr Eaziho. V roce 2018 Nkanga začala zpracovávat obsah turné pro britského zpěváka Not3s.

## Ocenění a uznání
Nkanga byla uznána několika nigerijskými mainstreamovými novinami, včetně The Nation, Vanguard, The Guardian Newspapers, Daily Tribune, This Day, The Sun, My Streetz Magazine, Inside Watch Africa, Pulse Nigeria, 360 Nobs a dalšími . V srpnu 2014 Nkanga vyhrála cenu Nigeria Teen Choice (NTC) za nejvýraznější ženu ve fotografii. V červenci 2014 byla časopisem City People Magazine jmenována jednou z „20 mladých fotografů, které je třeba sledovat“  a v roce 2016 vyhrála cenu Ibom Future Youth Award v kreativní fotografii.